# Ažnik
Ažnik je priimek v Sloveniji, ki ga je po podatkih Statističnega urada Republike Slovenije na dan 1. januarja 2010 uporabljalo 43 oseb in je med vsemi priimki po pogostosti uporabe uvrščen na 8.284. mesto.

## Znani nosilci priimka
- Marjan Ažnik (1927–2010), agronom